# Paropioxys sincerus
Paropioxys sincerus är en insektsart som beskrevs av Ferdinand Karsch 1899. 
Paropioxys sincerus ingår i släktet Paropioxys och familjen Eurybrachidae. Inga underarter finns listade i Catalogue of Life.